# Vilhelm Andersen
Pour les articles homonymes, voir Andersen.
Vilhelm Rasmus Andreas Andersen, né le 16 octobre 1864 et mort le 3 avril 1953, est un auteur, historien littéraire et intellectuel danois, qui s'est principalement concentré sur l'étude de la littérature danoise. Il est l'un des premiers à utiliser le terme « âge d'or de la culture » pour désigner les années 1800, et sa volonté de faire connaître la littérature danoise au public lui a valu une grande popularité. Andersen a joué un rôle déterminant dans le développement de l'École de la Radio, en tant que moyen de diffusion de l'éducation publique pour prévenir la perte d'identité et de trésors culturels.

## Biographie
Vilhelm Rasmus Andreas Andersen est né le 16 octobre 1864 à Nordrup à Ringsted, dans la municipalité de Slagelse au Danemark, fils de Frederik Vilhelm Andersen. Il est diplômé de l'Académie de Sorø en 1882, après avoir étudié le langage et la littérature. Il poursuit ses études à l'Université de Copenhague et passe ses examens en 1888. Il remporte la médaille d'or de l'université en philologie nordique en 1891 et obtient son doctorat en 1896 avec sa thèse Guldhornene (« Les cornes d'or »). Il est nommé professeur de littérature danoise en 1908 par l'Université de Copenhague.
Andersen commence à écrire vers 1893, avec des pièces telles que Danske Studier (« Études danoises », 1893), Poul Møller, hans Liv og Skrifter (« Poul Møller, sa vie et ses écrits », 1894), Adam Oehlenschläger, I—III (1894–1900), Litteraturbilleder I—II (« Images de la littérature », 1903, 1907). Dans ces œuvres, il tente de pénétrer les intentions du poète à la fois par l'analyse linguistique et par l'étude psychologique, en particulier pour les œuvres de Poul Møller et Adam Oehlenschläger. Il existe de plus petits articles scientifiques s'appuyant sur la philologie et l'étude du développement du langage. Andersen retourne plus tard à Møller (1904) et Oehlenschläger (1917), et écrivit des ouvrages plus petits sur Frederik Paludan-Müller, Henrik Pontoppidan et Vilhelm Topsøe.
En 1918, Andersen est nommé professeur titulaire de littérature nordique à l'université et occupe ce poste jusqu'en 1930. Ses chefs-d'œuvre intellectuels et historiques couvrent les différentes périodes de la littérature danoise et tentent de lier l'étude de la littérature classique à la croissance nationale de la vie intellectuelle danoise et européenne au cours des siècles. Il est le premier à utiliser le terme « âge d'or de la culture », pour faire référence aux années 1800 et son analyse des sujets de cette période a construit l'histoire littéraire danoise avec des œuvres telles que ses trois volumes sur Ludvig Holberg — Ludvig Holberg paa Tersløsegaard (1904), Holberg billedbog, billeder af Vilhelm Marstrand (1922) et Mindeblad fra Holberg-Samfundets Opførelse af Philosophus udi egen Indbildning (1924) — ; ses deux volumes sur Érasme — Tider og typer af dansk aands historie (1907) et Det attende aarhundrede Gyldendalske (1909) — ; ses deux volumes sur Goethe — Det nittende aarhundredes sidste halvdel (1916) et Tider og typer af Dansk aands historie. 1. raekke, Humanisme. 2. del, Goethe (1917) — ; et les volumes sur Horace — Horats. 1, Antiken (1939), Horats. 2, Fra Middelalder til Nytid (1940), Horats. 3, Det nittende aarhundrede: Strejftog (1942), Horats. 4, Norden. (1) (1948), Horats. 5, Norden. (2) (1949) et Horats. 6, Norden. (3) (1951).
Son enseignement et ses écrits ont eu une grande influence sur les fondements de la littérature nationale danoise. Dans sa dernière période, il écrivit Illustreret dansk litteraturhistorie (« Histoire littéraire danoise illustrée ») en quatre volumes avec Carl S. Petersen et un livret pour l'opéra Maskarade de Carl Nielsen basé sur la comédie de Holberg,. Andersen a parcouru le pays et est populaire pour ses lectures et ses conférences sur la littérature qu'il présente sur Danmarks Radio. Il aide à créer l'école de la radio du pays.
Andersen reçoit de nombreux honneurs et récompenses tout au long de sa vie, dont la médaille d'or de l'Université de Copenhague, la médaille Tietgenkollegeit et, en 1934, la médaille Holberg (en), devenant son premier récipiendaire. Il est membre honoraire de la Société des écrivains danois et citoyen honoraire de Ringsted.
Il meurt le 3 avril 1953 à Hillerød. Une collection de ses articles, Om at skrive den danske ånds historie, a été publié à titre posthume en 1986.

## Œuvres
- (da) Poul Møller, hans Liv og Skrifter: efter trykte og utrykte Kilder: i Hundredaaret for hans Fødsel, 1894
- (da) Guldhornene et bidrag til den danske romantiks historie, 1896
- (da) Adam Oehlenschläger, et livs poesi, 1899-1900
- (da) Bacchustoget i Norden, 1904[8]
- (da) Poul Møller : hans liv og skrifter. 2, 1904
- (da) Ludvig Holberg paa Tersløsegaard, 1904
- (da) Tider og typer af dansk aands historie, 1907
- (da) Det attende aarhundrede Gyldendalske, 1909
- (da) Paludan-Müller, 1910
- (da) Det nittende aarhundredes sidste halvdel, 1916
- (da) Tider og typer af Dansk aands historie. 1. raekke, Humanisme. 2. del, Goethe, 1917
- (da) Henrik Pontoppidan: et nydansk Forfatterskab, 1917
- (da) Vilhelm Topsøe: et bidrag til den danske realismes historie, 1922
- (da) Holberg Billedbog. Billeder af Vilhelm Marstrand, 1922
- (da) Mindeblad fra Holberg-Samfundets Opførelse af Philosophus udi egen Indbildning, 1924
- (da) Dansk litteratur. Forskning og undervisning, 1933
- (da) llustreret dansk litteraturhistorie, 1921Écrit avec Carl S. Petersen. 4 volumes (1921-1934)
- (da) Horats. 1 : Antiken, 1939
- (da) Horats. 2 : Fra Middelalder til Nytid, 1940
- (da) Horats. 3 : Det nittende aarhundrede: Strejftog, 1942
- (da) Horats. 4 : Norden. (1), 1948
- (da) Horats. 5 : Norden. (2), 1949
- (da) Horats. 6 : Norden. (3), 1951
- (da) Om at skrive den danske ånds historie: ti artikler, 1888–1951, 1986

## Crédit d'auteurs
- (en) Cet article est partiellement ou en totalité issu de l’article de Wikipédia en anglais intitulé « Vilhelm Andersen » (voir la liste des auteurs).